# Tomba d'Amarna 13
La tomba de l'antic Egipte del noble Neferkheperuhesekheper, coneguda com la Tomba d'Amarna 13, es troba en el grup de tombes conegudes col·lectivament com les Tombes Sud, prop de la ciutat d'Amarna, a Egipte.
Neferkheperuhesekheper va ser «Batlle d'Amarna»
La tomba va ser oberta oficialment per Urbain Bouriant el 1883 i excavada per Georges Émile Jules Daressy en 1893, encara que la tomba ja va ser visitada abans tal com mostren les inscripcions del sostre que inclouen noms i dates de l'era moderna.
La tomba està sense acabar i en un bon estat amb un disseny similar al d'altres tombes d'Amarna. Es compon d'una habitació amb sis columnes en fila perpendicular a l'entrada. El treball es va iniciar a la paret posterior de la sala, on possiblement hauria hagut una altra sala o un santuari.
La decoració per sota del sostre està completa, però els colors i les inscripcions han desaparegut. No hi ha decoració a la part inferior de la paret i les columnes del costat sud no estan completament tallades.
Després d'acabar l'habitació i la majoria de les columnes, els treballadors van començar a treballar a la cantonada nord-est, on habitualment es fiquen les escales que condueixen a la cambra funerària. La cambra en si era prou gran com per a contenir el sarcòfag. Dos corredors que condueixen cap a la cambra són contemporanis o van ser tallats posteriorment.